# Eduard van Zuijlen
Eduard Alexander van Zuijlen (Rotterdam, 6 januari 1962) is een Nederlands politicus en bestuurder. Hij is partijloos. 

## Loopbaan
Van Zuijlen studeerde af in de monetaire economie aan de Erasmus Universiteit Rotterdam en theologie en filosofie aan de Universiteit Utrecht. Hij was docent in het havo/vwo en later het hbo. Vervolgens kwam hij in het kerkelijk sociaal werk terecht als diaconaal consulent. Later werd hij organisatieadviseur in de zorgsector, het onderwijs en de bibliotheekwereld. Begin jaren 2000 werkte hij als adviseur/trainer aan de Hanzehogeschool. Tussen 2003 en 2007 was hij lid van de Provinciale Staten van Groningen en tussen 2001 en 2007 voorzitter van GroenLinks Haren. Van 2007 tot 2015 was hij burgemeester van Menterwolde. 
Van Zuijlen werd op 16 oktober 2012 benoemd tot interim-voorzitter van de landelijke partij van GroenLinks (als opvolger van Heleen Weening). Hij nam met vijf interim-bestuursleden de lopende zaken waar en bereidde het partijcongres van 3 maart 2013 voor. Daarop kozen de leden een nieuw partijbestuur en een nieuwe partijvoorzitter (Rik Grashoff). Van Zuijlen bleef tijdens zijn interim-voorzitterschap burgemeester.
Na "fundamentele verschillen over de wijze waarop een gemeente bestuurd moet worden", aldus de kennisgeving aan de gemeenteraad, met de overige leden van het college van B&W en met de gemeenteraad gaf hij 25 maart 2015 te kennen te willen stoppen als burgemeester van Menterwolde. Hij diende zijn ontslag in bij de commissaris van de Koning en droeg per direct zijn taken over aan de locoburgemeester (met uitzondering van de taken van openbare orde en veiligheid). Van Zuijlens laatste dag als burgemeester was 14 april 2015, per 16 april werd Rein Munniksma benoemd als waarnemend burgemeester van Menterwolde.
In december 2015 werd Van Zuijlen waarnemend burgemeester van Franekeradeel. Hij vervulde deze functie tot 1 januari 2018, toen de gemeente opging in de fusiegemeente Waadhoeke. Van 29 november 2018 tot 29 november 2024 was hij burgemeester van Enkhuizen. Hij stopte na een termijn wegens de nasleep van kanker.